# Curaçao (likør)
Curaçao er en likør med smag af skallen af laraha, en citrusfrugt, der findes på øen Curaçao i det Caribiske Hav og som nedstammer fra pomerans.

 Likøren er egentlig farveløs, men den ses ofte i kunstigt farvede udgaver, særligt orange eller blå. Alkoholindholdet kan være mellem 15 og 40 %.
Oprindelsen til curaçao står hen i det uvisse, men destilleriet Lucas Bols, grundlagt 1575 i Amsterdam, skal have fremstillet den blå curaçao fra senest i 1930’erne. Likøren fremstilles af flere firmaer, heriblandt Senior & Co. i Curaçao.